# Ksar Tamdakht
Ksar Tamdakht (en arabe : قصر تامداخت) est un village fortifié dans la province de Ouarzazate, région de Draa-Tafilalet au sud-est du Maroc .